# Kirby Buckets
Kirby Buckets ist eine US-amerikanische Jugend-Sitcom der Walt Disney Company, welche eine Mischung aus Live-Action und Animation ist. Produziert wird die Serie von Horizon Productions und Titmouse, Inc. Die Hauptrolle spielt Jacob Bertrand, der in Marvin Marvin als Henry Forman bekannt wurde. Die Idee zur Serie stammt von Gabe Snyder und Mike Alber. Ihre Premiere feierte die Serie am 20. Oktober 2014 auf dem US-Kabelsender Disney XD.
Im Januar 2015 verlängerte der US-Kabelsender Disney XD die Serie um eine zweite Staffel. Die zweite Staffel wurde vom 7. Oktober 2015 bis zum 29. August 2016 ausgestrahlt. Am 4. März 2016 wurde die Serie um eine finale dritte Staffel verlängert. Diese wurde vom 16. Januar 2017 bis zum 2. Februar 2017 auf Disney XD ausgestrahlt.

## Handlung
Der 13-jährige Kirby Buckets besitzt eine große Vorstellungskraft und hat es sich zum Ziel gesetzt, ein berühmter Animationskünstler zu werden, so wie sein großes Vorbild MacCallister. In seinen Gedanken erwachen Kirbys Zeichnungen zum Leben, und so bricht er mit seinen besten Freunden Fish und Eli zu allerlei Abenteuern auf.

## Besetzung und Synchronisation
Die deutsche Synchronisation entstand unter der Dialogregie von Tatjana Kopp durch die Synchronfirma SDI Media Germany GmbH in Berlin.
| Figur         | Darsteller       | Deutscher Sprecher |
| ------------- | ---------------- | ------------------ |
| Kirby Buckets | Jacob Bertrand   | Noah Wiechers      |
| Fish          | Mekai Curtis     | Till Flechtner     |
| Eli           | Cade Sutton      | Paul Wienicke      |
| Dawn Buckets  | Olivia Stuck     | Jodie Blank        |
| Belinda       | Tiffany Espensen | Luisa Wietzorek    |